# Момський природний парк
65°10′ пн. ш. 147°04′ сх. д. / 65.16° пн. ш. 147.07° сх. д.
Момський природний парк (рос. Момский природный парк; якут. Аан Айылгы) — природоохоронна територія у Момсько-Черській області у верхів'ях сточища річки Моми.
Адміністративно парк входить до складу Момського улусу, республіка Саха, Росія. Найближче місто — Хонуу, яке обслуговує аеропорт Мома, і найближче село Сасир

## Туристичні пам'ятки
Територія парку має у своєму складу комплекси та об'єкти, що мають значну екологічну і естетичну цінність і призначені для використання у природоохоронних, просвітницьких та рекреаційних цілях.
- Гора Побєда (3147 м), що здіймається в масиві Буордах, є найвищою точкою Улахан-Чистай, а також гірської системи Черський. Прокладено альпіністські маршрути різної складності (до категорії 5А).
- Долина річки Мома зі згаслими шлаковими конусами вулканів Балаган-Тас та Урага-Тас.
- Улахан-Тарин (Великий Момський полій), шарувате льодовикове тіло, сформоване замерзлими потоками річок. До кінця зими її розміри можуть становити 30 км завдовжки та 5 км завширшки та 7 м завтовшки[2]
- Улахан-Кюель, озеро, де вода не замерзає навіть при -60 ° C.
- Юрюнг-Таастах-Хая (Мармурова гора), гора з білого каменю.